# Indicii (Star Trek: Generația următoare)
„Indicii” (titlu original: „Clues”) este al 14-lea episod din al patrulea sezon al serialului TV american științifico-fantastic Star Trek: Generația următoare și al 87-lea episod în total. A avut premiera la 11 februarie 1991.
Episodul a fost regizat de Les Landau după un scenariu de Bruce D. Arthurs și Joe Menosky.

## Prezentare
Membrii echipajului sunt aduși în stare de inconștiență timp de 30 de secunde, cu excepția lui Data, după ce trec printr-o gaură de vierme localizată. Totuși, diverse indicii arată că au fost inconștienți pe parcursul unei întregi zile. 

## Actori ocazionali
- Colm Meaney - Miles O'Brien
- Rhonda Aldrich - Madeline
- Pamela Winslow - aspirant McKnight
- Whoopi Goldberg - Guinan
- Patti Yasutake - Alyssa Ogawa
- Thomas Knickerbocker - Gunman